# هاري إس. ويب
هاري إس. ويب (بالإنجليزية: Harry S. Webb)‏ هو كاتب سيناريو ومنتج أفلام ومخرج أمريكي، ولد في 15 أكتوبر 1892 في بنسيلفانيا في الولايات المتحدة، وتوفي في 4 يوليو 1959 في هوليوود في الولايات المتحدة بسبب نوبة قلبية.

## وصلات خارجية
- هاري إس. ويب على موقع IMDb (الإنجليزية)
- هاري إس. ويب على موقع أول موفي (الإنجليزية)
- هاري إس. ويب على موقع قاعدة بيانات الأفلام السويدية (السويدية)
- هاري إس. ويب على موقع قاعدة بيانات الفيلم (الإنجليزية)
- هاري إس. ويب على موقع كينوبويسك (الروسية)